# 维默地区图尔斯
维默地区图尔斯（法語：Tours-en-Vimeu，法語發音：[tuʁs ɑ̃ vimø]），或纯音译作图尔斯昂维默，是法国上法蘭西大區索姆省的一个市镇，属于阿布维尔区。

## 地理
维默地区图尔斯（50°2'11"N, 1°40'46"E）面积13.39 平方千米，位于法国上法蘭西大區索姆省，该省份为法国北部沿海省份，北起加来海峡省和北部省，西接滨海塞纳省和大西洋英吉利海峡，南至瓦兹省，东临埃纳省。
与维默地区图尔斯接壤的市镇（或旧市镇、城区）包括：维默地区阿舍、艾涅维尔、埃尔库尔、格雷博梅尼勒、迈尼耶尔、马尔泰讷维尔、特夫勒、维姆。
维默地区图尔斯的时区为UTC+01:00、UTC+02:00（夏令时）。

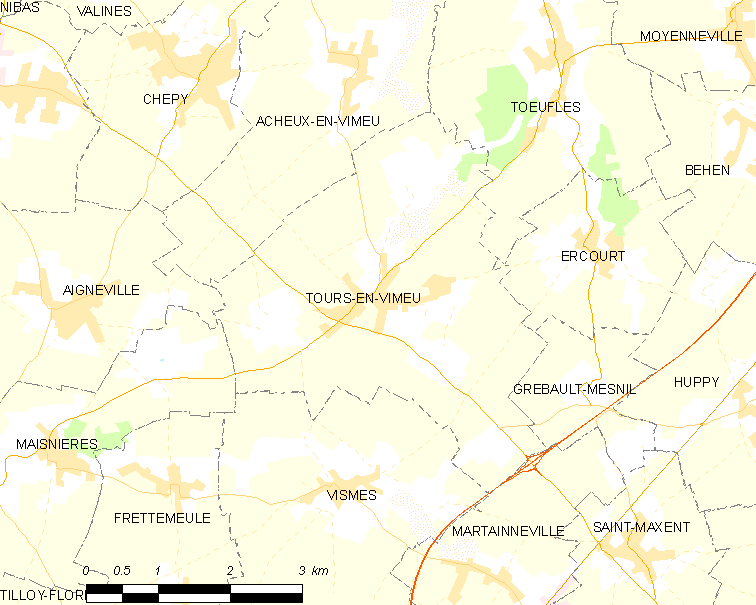
维默地区图尔斯的OSM定位图

## 行政
维默地区图尔斯的邮政编码为80210，INSEE市镇编码为80765。

## 政治
维默地区图尔斯所属的省级选区为阿布维尔第二县。

## 人口

1962-2008年间维默地区图尔斯人口变化图示

维默地区图尔斯于2022年1月1日时的人口数量为805人。